# Olsynium porphyreum
Olsynium porphyreum är en irisväxtart som först beskrevs av Friedrich Fritz Wilhelm Ludwig Kraenzlin, och fick sitt nu gällande namn av Pierfelice Ravenna. Olsynium porphyreum ingår i släktet Olsynium och familjen irisväxter. Inga underarter finns listade i Catalogue of Life.